# Arêches-Beaufort
Ne doit pas être confondu avec Arêches.
Arêches-Beaufort est une station touristique d'été et de sports d'hiver de la vallée du Beaufortain, située sur le territoire communal de Beaufort, dans le département de la Savoie en région Auvergne-Rhône-Alpes. Elle est implantée aux villages d'Arêches et du Planay, sur les pentes du Grand Mont.

## Géographie
La station s'est installée au village d'Arêches, à la confluence de l'Argentine et du torrent de Poncellamont, et au village du Planay, à la confluence de l'Argentine et du ruisseau du Grand Mont, localités dépendant toutes deux de la commune de Beaufort, située dans le massif du Beaufortain.

## Histoire
Le tourisme à Beaufort débute dans la première partie du XIXe siècle avec la création d'hôtels dont le Cheval Blanc, l’Étoile, la Poste, du Mont-Blanc, installés au chef-lieu et qui accueillent des estivants. Un hôtel est également construit à Arêches, l'Hôtel Viallet. Le tourisme hivernal arrive vers la fin des années 1920. En 1924, l'instituteur Marcel Avocat fonde le Ski-Club de la région. En 1927, l'association organise un concours. Des courses sont organisées sur les versants du Grand Mont, au début des années 1930.
L'exploitation de la houille blanche, puis plus tard la construction de barrages, permet le développement des infrastructures touristiques. En effet, les indemnités versés par EDF à la commune de Beaufort-sur-Doron, pour l'exploitation des barrages, apportent des capitaux permettant à la commune de financer de nouveaux projets dont une station touristique, installée sur le secteur d'Arêches. La station se développe surtout au lendemain de la Seconde Guerre mondiale. Des hébergements sont construits dont des maisons familiales. Les premières installations des remontées mécaniques se font en 1947.

## Promotion et positionnement
La station a obtenu plusieurs labels comme « Famille Plus Montagne » ; « Station de site nordique » et « Station village ». La commune est par ailleurs labellisée « Village fleuris - 3 fleurs », « Qualité Tourisme ».
La station et le domaine skiable participent d'une démarche écoresponsable.

## Villages

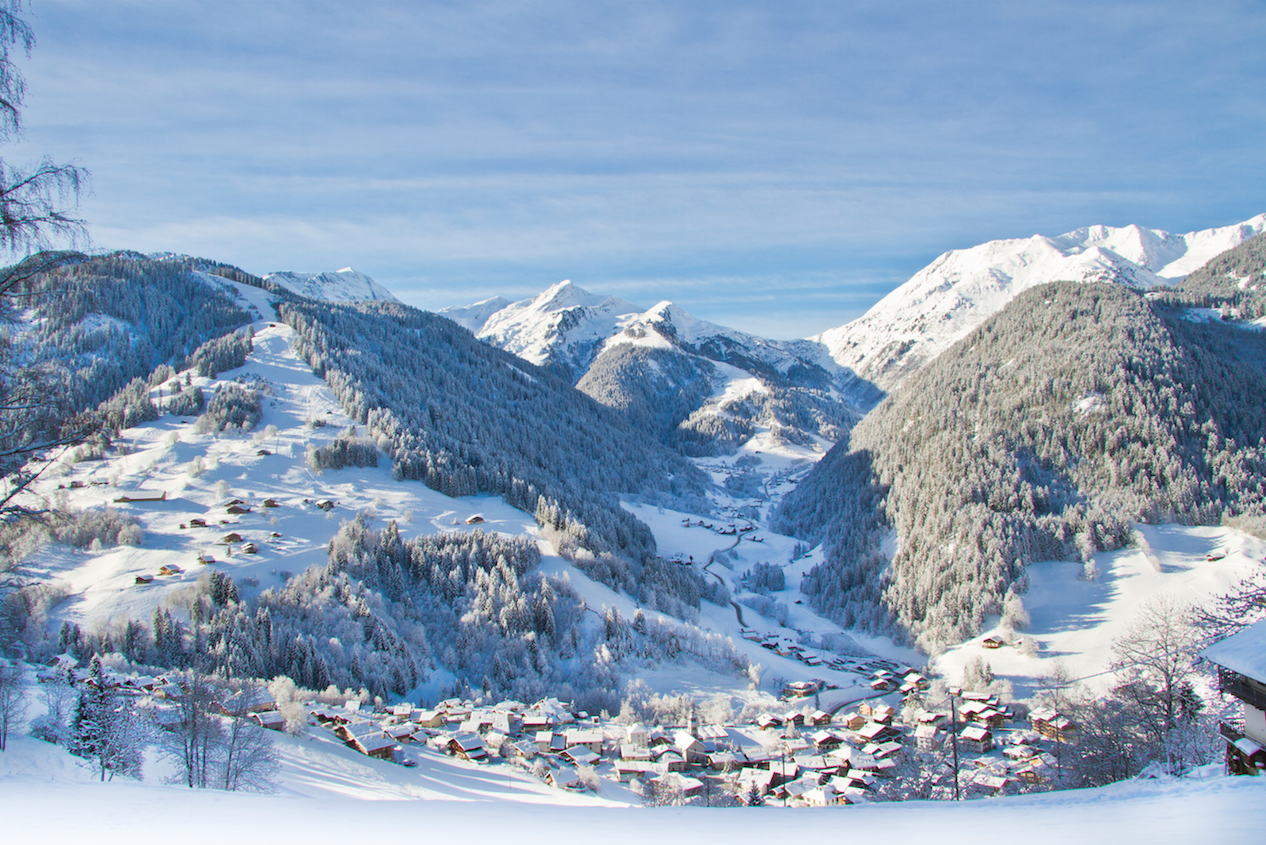
Village d'Arêches vue depuis le Crêt Gerel en hiver

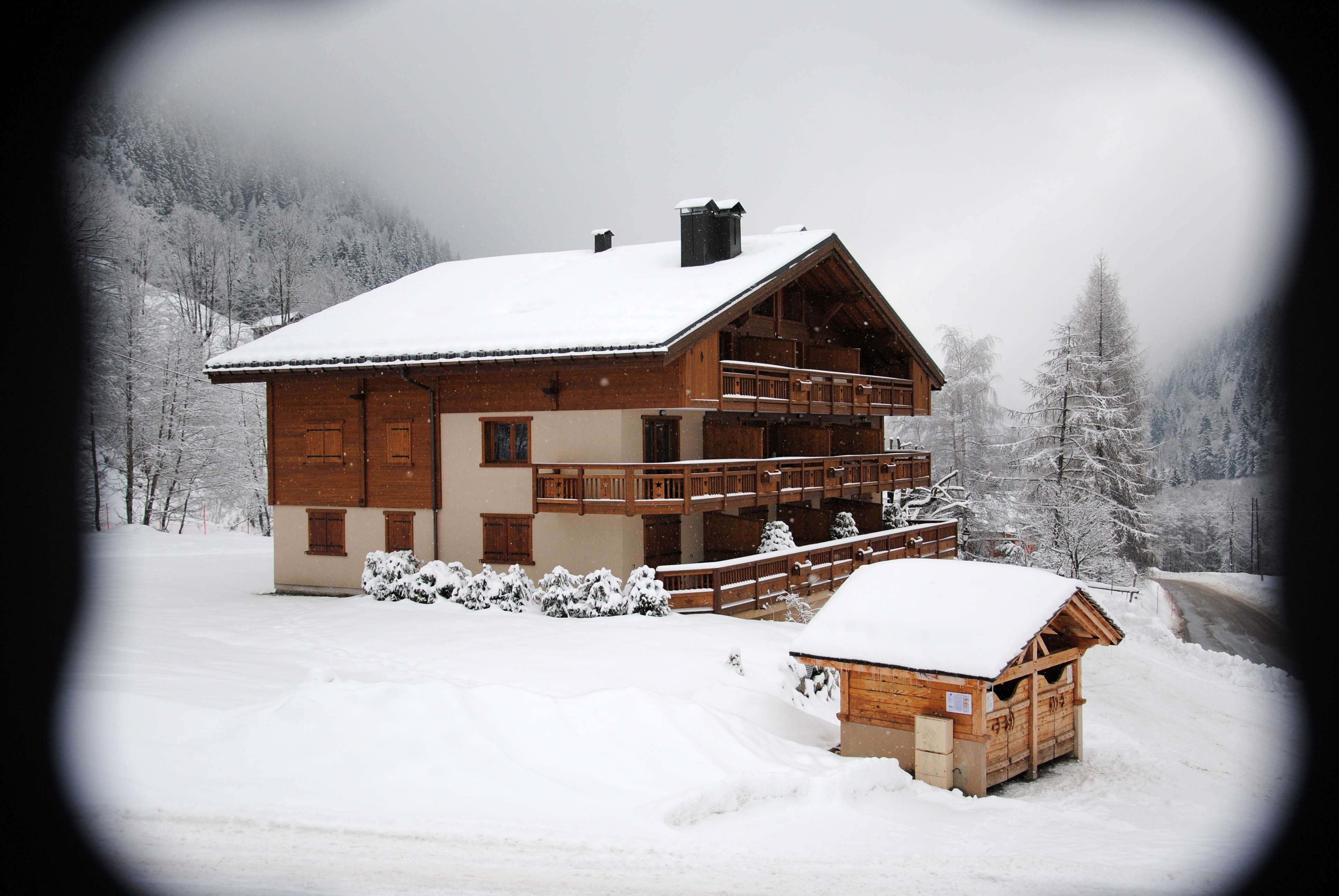
Vue hivernale d'un chalet Savoyard dans le quartier du Planay à Arêches-Beaufort.

La station se développe principalement autour du village d'Arêches, mais également au Planay. Les vacanciers hébergent également au village de Beaufort. Un skibus gratuit circule en station pendant la saison hivernale.

## Hébergement et restauration
En 2014, la capacité d'accueil de la station était estimée par l'organisme Savoie Mont Blanc à 9 350 lits touristiques répartis dans 1 508 établissements,.
L'offre en 2015 s'est accrue. La station possède l'offre touristique suivante : 9 hôtels, 156 meublés/gîtes, 2 gîtes d'étape ainsi que 8 refuges, 7 chambres d'hôtes, 4 villages de vacances ainsi que 2 campings et 2 aires de service pour camping-car. La commune compte 23 restaurants.

## Domaine skiable et nordique
De 1 050 m à 2 320 m, la station compte 50 km de pistes de ski alpin et 12 remontées mécaniques. Le dénivelé maximal est de 1 300 m. La société gestionnaire du domaine skiable de la station d'Arêches Beaufort est la SEMAB. La station compte deux sous-domaines de taille relativement comparable, reliés entre eux par des pistes de liaison, une télécabine partant du Planay et aussi par la route.

### Arêches
Il est situé entre 1 025 et 2 281 m. Un télésiège 4-places débrayable construit en 1983 - soit l'un des premiers de ce type en France - part directement depuis le village, et rejoint Le Cuvy (1 710 m). La seule piste noire du sous-domaine est située sous la ligne de montée. Selon le niveau d'enneigement naturel, il arrive alors qu'elle soit fermée aux skieurs. Le télésiège 4-places des Bonnets Rouges rejoint alors le domaine d'altitude, constitué de trois relativement courts teleskis. Le sommet est situé juste en dessous du col de la Forclaz (2 320 m). Le sous-domaine comporte un snowpark et un boardercross. La seule piste enneigeable artificiellement est la piste rouge de liaison avec Le Planay.

### Le Planay
Il est situé entre 1 200 et 2 081 m, à 3 km de la station. Un télésiège 4-places débrayable construit en 2008 rejoint le domaine d'altitude en franchissant 675 m de dénivelé. Le sommet est situé en dessous du Col des Combettes (2 130 m). Depuis décembre 2020, une nouvelle télécabine (Le Bois) partant du même endroit permet d'accéder au Cuvy. Il est également possible de descendre du Cuvy au Planay en empruntant une piste rouge (Perches). La partie basse de la piste bleue de retour en vallée est enneigeable artificiellement. Une piste bleue relativement plate permet de revenir à ski jusqu'à la station.
La saison hivernale commence généralement à la mi-décembre, et se finit à la mi-avril.
La station compte aussi 24 km de pistes de ski de fond, et 20 km de skating, dont :
- un domaine au plateau du Cuvy, à 1 700 m d'altitude, avec 3 pistes et un total de 6,2 km;
- un autre domaine sur le site de Marcot, à proximité de Beaufort, avec 4 pistes (14,5 km)

10km de circuits raquette et 5km de sentiers piétonniers damés complètent l'offre touristique.

## Sport et compétition
Arêches est aussi le pays du ski de randonnée, avec chaque année l'organisation de l'une des plus grandes courses de cette discipline, « la Pierra Menta », course de ski considérée comme la plus compliquée du monde. Cette course porte le nom d'un sommet mythique du Beaufortain se trouvant au-dessus du barrage de Roselend, la Pierra Menta : monolithe de 150 m de haut culminant à 2 714 mètres.
La station accueille deux autres courses d'importance, Le Grand Parcours et le Défi du CMSAB.
Le ski-club d'Arêches Beaufort compte parmi ses membres :
- Marie Bochet, quadruple championne paralympique (descente, slalom super G, slalom géant, super combiné) des Jeux paralympiques d'hiver de Sotchi en 2014
- Arnaud Bovolenta, vice champion olympique de ski cross aux Jeux olympiques d'hiver de Sotchi en 2014.
- Emilien Bouchage détenteur de la flèche d'or, 8 ème du classent général du district bvab 2018-2019, 3ème du Grand Prix des Aillons, 45ème du classement général de la coup d'argent, espoir français des Fis Cit
- Paviet-Salomon  Romain biathlète courant sur le circuit national et 8ème du classement général du Trophée du Beaufort 2021-2022. Il est aussi au CIE de la Motte-Servolex
- Célia Henaff, Double championne du monde junior de biathlon sur le format individuel et relais féminin (2025)